# Peter Mumford
Peter Mumford (* 14. Oktober 1922; † 1992) war ein britischer anglikanischer Theologe. Er war Bischof von 1981 bis 1989 der Diözese Truro in der Church of England.

## Leben und Karriere
Peter Mumford wurde als Sohn von Peter Walter Mumford geboren. Er besuchte die Sherborne School und studierte am University College der Universität Oxford. Dort schloss er mit einem Magister Artium ab. Während des Zweiten Weltkriegs leistete er im Rang eines Colonels Kriegsdienst in der Royal Artillery. Zur Vorbereitung auf sein Priesteramt besuchte er das Ripon Theological College in Cuddesdon in der Nähe von Oxford. Am Anfang einer Priesterlaufbahn stand kurz nach dem Zweiten Weltkrieg eine Stelle als Vikar (Curate) an der St Mark’s Church (auch: Church of St. Mark) in Salisbury. Von 1957 bis 1963 war er Pfarrer (Vicar) in Leagrave, einem Vorort von Luton, in der Grafschaft Bedfordshire. Anschließend war er von 1963 bis 1969 Pfarrer (Vicar) an der St Andrew’s Church in Bedford. Von 1969 bis 1973 wirkte er als Pfarrer (Rector) in Crawley. Von 1972 bis 1973 war er schließlich Archdeacon of St Albans und Präbendar (Prebendary) an der Chichester Cathedral.
1974 wurde er zum Bischof geweiht. Er war von 1974 bis 1981 als „Bischof von Hertford“ Suffraganbischof in der Diözese St Albans. Von 1981 bis 1989 war er, als Nachfolger von Graham Leonard (1921–2010), Bischof von Truro. 1989 ging er in den Ruhestand. Bis zum Amtsantritts des neuen Bischofs wurde die Diözese kommissarisch von Right Reverend Michael Fisher (1918–2003), dem Suffraganbischof von St Germans in Cornwall, geführt. Sein Nachfolger wurde Ende Januar 1990 Michael Ball (* 1932).
Während seiner Amtszeit als Bischof von Truro empfing er anlässlich einer sog. „County Show“ in den 1980er Jahren auch Queen Elizabeth The Queen Mother.
Mumford schrieb eine Autobiografie, welche auch sog. „reflections“, d. h. christliche Meditationen, enthielt, unter dem Titel Quick-eyed Love Observing (1985); der Titel ist eine Anspielung auf ein Gedicht von George Herbert.
1950 heiratete er Lilian Jane Glover, die Tochter von Captain George Henry Glover. Ihr Vater war Bierbrauer. Aus der Ehe gingen drei Kinder, zwei Söhne und eine Tochter, hervor. Seine Ehefrau überlebte ihn.
In Cornwall erhielt, ihm zu Ehren, die Hybride einer Magnolie, den Namen „Bishop Peter“.

## Mitgliedschaft im House of Lords
Mumford gehörte in seiner Eigenschaft als Bischof von Truro von 1985 bis zu seinem Ruhestand als Bischof von Truro im Jahre 1989 als Geistlicher Lord dem House of Lords offiziell an. In den 1980er Jahren sprach er, während der Regierungszeit von Margaret Thatcher, insgesamt vier Mal im House of Lords, u. a. in einer Debatte zum Thema Trunkenheit und Alkoholmissbrauch.